# Humbert I Białoręki
Humbert I Białoręki (ur. między 970 a 975, zm. 1 lipca między 1047 a 1051), pochowany w katedrze św. Jana Chrzciciela w Saint-Jean-de-Maurienne – hrabia Maurienne i hrabia Chablais od 1034. Jest założycielem dynastii sabaudzkiej.
Pochodzenie Humberta I Białorękiego jest niepewne. Istnieją następujące teorie:
- Potomek Wernera (fr. Garnier) hrabiego Troyes(inne języki), którego syn Hugo (fr. Huges) być może otrzymał część hrabstwa Vienne(inne języki) (Burgundia), i którego syn Humbert miałby być (najprawdopodobniej błędnie) ojcem Humberta I.
- Potomek Amadeusza hrabiego Belley(inne języki), który prawdopodobnie żył w 977 r. Powiązanie pomiędzy obiema rodzinami sugerują liczne donacje w hrabstwie Belley uczynione przez Humberta I i jego potomków.
- Potomek pierwszych królów Prowansji (fr. Provence). Ta teoria jest oparta na nocie w manuskrypcie napisanej przez d'Hoziera w 1675 r. w kopii Guichenona „Histoire généalogique de la maison de Savoie”. Takie pokrewieństwo byłoby możliwe przez syna Ludwika III Ślepego (fr. Louis III l'Aveugle) króla Prowansji, Karola Konstantego(inne języki) (fr. Charles Constantin) hrabiego Vienne(inne języki) (Burgundia), o którego synach nic nie wiemy, poza imionami.
- Syn „Bérauda”. Rocznik kościoła w Aoście zawiera wpis z 1040 r. łac. ...Umberto P. Maurianensi filio illustris Beroldi de Saxonia. Guichenon identyfikuje Bérauda z Bertholdem, który występuje w rejestrach Rudolfa III króla Burgundii w latach 1016 i 1018.
- Możliwe, że Humbert I był spokrewniony z Ermengarde(inne języki), drugą żoną Rudolfa III króla Burgundii, która, po śmierci męża, uczyniła go swoim pełnomocnikiem w sprawach administracyjnych dotyczących jej posiadłości. Jeśli ta teoria jest prawdziwa, to pochodzenie Humberta I nie da się określić, ponieważ rodzice królowej są nieznani.

## Życiorys[2]
Pierwsza możliwa wzmianka o Humbercie pochodzi z 4 kwietnia 1003 r. Nie jest jednak pewne czy dotyczy jego czy Humberta hrabiego Belley, który być może był jego wujem. Hrabia Humbert występuje również w dokumentach z lat 1009, 1018, 1022, prawd. 1025 i prawd. 1026, ale nie ma pewności, że chodzi w nich o Humberta Białorękiego. Prawdopodobnie z lat pomiędzy 1033 a 1048 pochodzi dokument nadania ziemi przez królową Ermengarde działającą przez pełnomocnika Humberta łac. per advocatum meum comitum Humbertum. Przyjmuje się, że był nim Humbert Białoręki, choć nie ma całkowitej pewności.
Humbert Białoręki uznał zwierzchność cesarza Konrada II, któremu przypadła Burgundia w 1032 r. na mocy układu Rudolfa III króla Burgundii z cesarzem Henrykiem II i podjął walkę z Ottonem hrabią Blois, który kwestionował sukcesję Konrada. Cesarza nadał Humbertowi lenna Chablais i Saint-Maurice en Valley w 1034, jako nagrodę za służbę. Od tego momentu staje się on Humbertem I Białorękim łac. blancis manibus hrabią Maurienne i hrabią Chablais. Jego przydomek pojawił się po raz pierwszy w 14 wiecznej Kronice Hautecombe. Przydomek bywa wywodzony od pomyłki w odczytaniu słów łac. blancis moenibus „z Białej Fortecy” lub jako synonim „czystych rąk” wskazujący na uczciwość Humberta.
Pomiędzy [995] a [1000] r. ożenił się z Auxilią córką Anzelma i Aldiud. Humbert miał z nią co najmniej czterech synów:
- Amadeusz I (ur. pomiędzy 995 a 1000 lub później, zm. po 18 grudnia 1051), hrabia Maurienne i hrabia Chablais
- Burchard (ur. pomiędzy 995 a 1000 lub później, zm. po 10 lipca 1068), arcybiskup Lyonu
- Aimon (zm. 13 lipca 1054?), biskup Sion
- Otton (ur. 1017?, zm. 1 marca 1060), markiz Susa, hrabia Maurienne i hrabia Chablais